# Pompe à ions
Pour les articles homonymes, voir Pompe (homonymie).

Fonctionnement de la pompe sodium-potassium.

En biologie cellulaire, une pompe à ions, ou pompe ionique, est une protéine transmembranaire qui transfère des ions à travers la membrane plasmique d'une cellule contre leur gradient de concentration, vers la région de potentiel chimique le plus élevé moyennant l'utilisation d'une source d'énergie extérieure, qu'il s'agisse par exemple de l'hydrolyse d'une molécule d'ATP, d'une réaction d'oxydoréduction, de l'énergie solaire ou d'un autre gradient de concentration préexistant. La pompe sodium-potassium est un exemple d'une telle pompe, qui utilise l'énergie libérée par l'hydrolyse d'une molécule d'ATP pour expulser trois ions sodium Na+ et absorber deux ions potassium K+, ce qui permet de rétablir le potentiel électrochimique de membrane après passage d'un potentiel d'action.

## Définition
Une pompe ionique est une protéine qui utilise une source d'énergie pour transférer des ions, généralement contre le gradient.
Le potentiel chimique induit par le gradient de concentration généré par ces pompes à ions est ensuite utilisé par des transporteurs secondaires, y compris d'autres pompes à ions et des canaux ioniques, pour réaliser divers processus biochimiques, comme la synthèse d'ATP.
Ainsi, si un ion A est plus concentré d'un côté de la membrane plasmique alors que la concentration d'un ion B est équilibrée de chaque côté de la membrane, un symport peut utiliser le gradient de concentration de A pour entraîner B du côté où A est le moins concentré, tandis qu'un antiport peut échanger un certain nombre d'ions A contre un nombre inférieur ou égal d'ions B, ce qui accumule les ions B du côté où les ions A sont les plus concentrés. On a ainsi dissipation du gradient de concentration en ions A corrélée à la génération d'un gradient de concentration en ions B, du même côté de la membrane dans le cas d'un antiport et de l'autre côté dans le cas d'un symport.